# Прича о расту семена
Прича о расту семена је једна од Исусових алегоријских прича, у којој се раст биљке из семена пореди са растом Царства Божијег.
Ова прича је забележена само у канонском јеванђељу по Марку (4:26-29), а њена закључна реченица се појављује и у неканонском јеванђељу по Томи (изрека 21). Код Марка, ова прича следи причу о сејачу, а претходи причи о зрну горушице.

## Прича
Еванђеље по Марку бележи следећу Исусову причу:

## Тумачења
Чак и када човек спава, Царство Божије још увек расте. Оно расте због Бога, а не човека, и следи сопствени ред.
Ова прича се може посматрати као повезана са причом о сејачу. Ипак, за разлику од приче о сејачу, чини се да семе овде представља Царство Божије, а не Реч Божју, као што је случај у другој причи.